# Weissenbach an der Triesting
Weissenbach an der Triesting osztrák mezőváros Alsó-Ausztria Badeni járásában. 2022 januárjában 1744 lakosa volt. 

## Elhelyezkedése

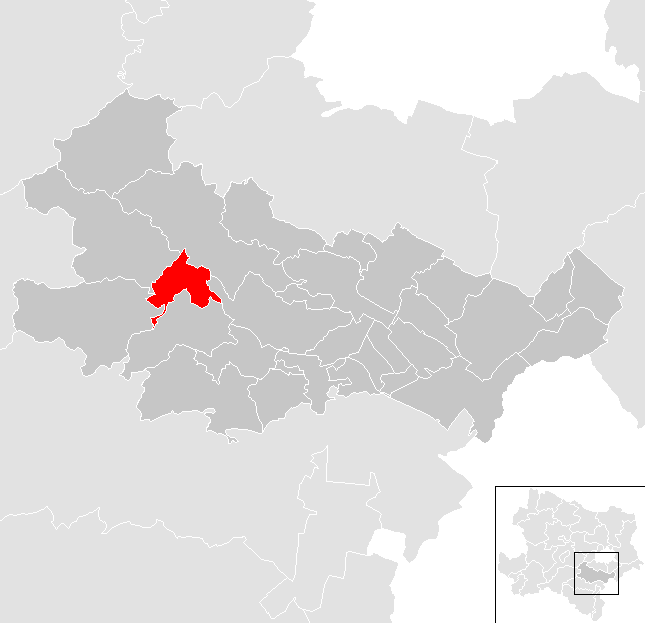
Weissenbach an der Triesting a Badeni járásban

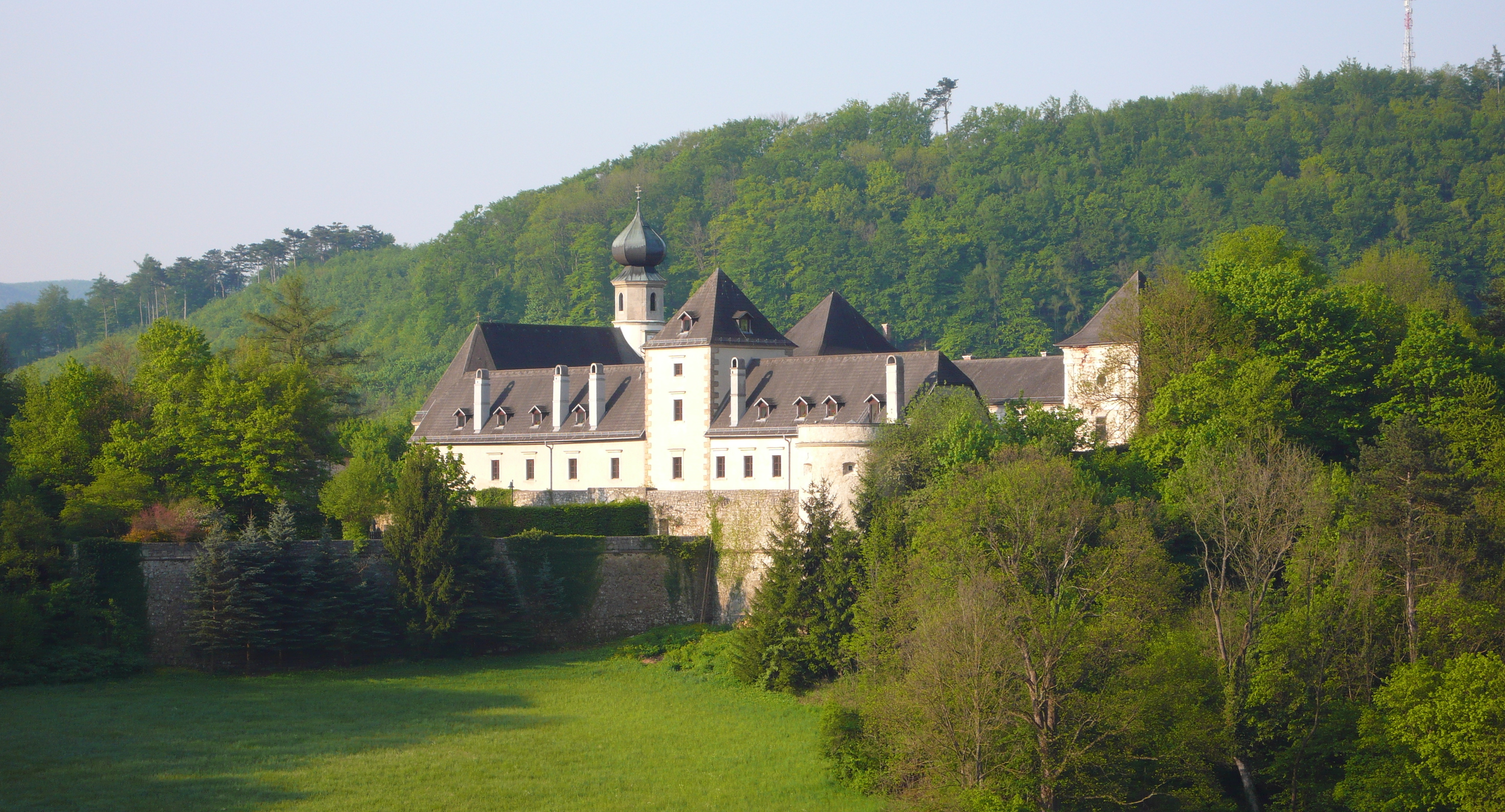
A neuhausi vár

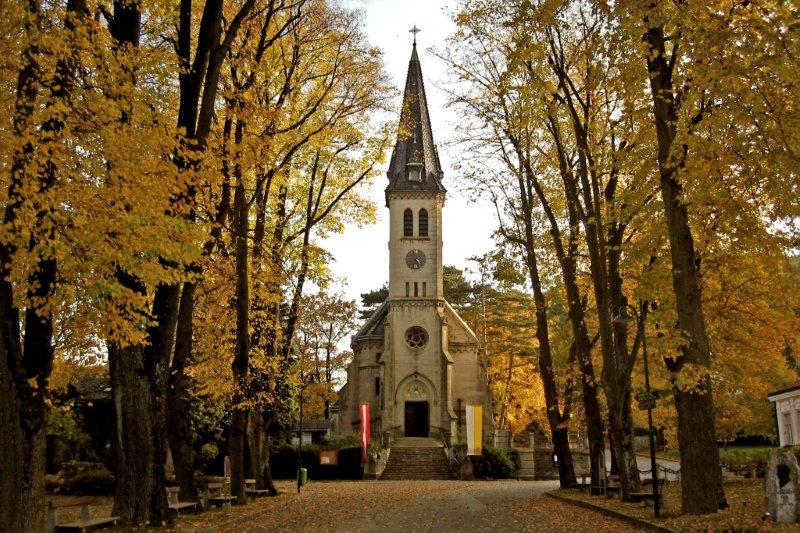
A Jézus szíve-plébániatemplom

Weissenbach an der Triesting a tartomány Industrieviertel régiójában fekszik, a Bécsi-erdőben, a Triesting folyó mentén. Területének 62,2%-a erdő, 27,1% áll mezőgazdasági művelés alatt. Az önkormányzat 5 települést és településrészt egyesít: Gadenweith (54 lakos 2022-ben), Kienberg (17), Neuhaus (664), Schwarzensee (58) és Weissenbach an der Triesting (951). 
A környező önkormányzatok: északra Alland, keletre Bad Vöslau, délre Pottenstein, délnyugatra Furth an der Triesting, északnyugatra Altenmarkt an der Triesting.

## Története
A mai Weissenbach részei közül Schwarzenseet 1146-ban, Neuhaust 1251-ben említik először. 
A Triesting folyó mentén már korán malmokat és vashámorokat állítottak fel; először 1360-ban említenek weissenbachi vízimalmot. A gyors folyású folyó sodrását a 19. században is felhasználták, pl. egy 1888-ban alapított, kötőtűket gyártó hengermű számára. Egy másik jelentős üzem volt Adolph von Pittel cementgyára; az ő kezdeményezésére épült vasútvonal a Triesting mentén. 
A Bécsi-erdő erdős hegyvidéke és Bécs közelsége hamarosan kedvelt nyaralóhellyé tette a városkát, ahol a főváros neves művészei (mint pl Camillo Walzel színházigazgató és librettista) villákat tartottak fenn. 

## Lakosság
A Weissenbach an der Triesting-i önkormányzat területén 2022 januárjában 1744 fő élt. A lakosságszám 1910 óta 1500-2200 között ingadozik. 2020-ban az ittlakók 89,3%-a volt osztrák állampolgár; a külföldiek közül 1,2% a régi (2004 előtti), 5% az új EU-tagállamokból érkezett. 2,9% az egykori Jugoszlávia (Szlovénia és Horvátország nélkül) vagy Törökország, 1,6% egyéb országok polgára volt. 2001-ben a lakosok 74,4%-a római katolikusnak, 3,6% evangélikusnak, 2,3% ortodoxnak, 6% mohamedánnak, 10,3% pedig felekezeten kívülinek vallotta magát. Ugyanekkor 14 magyar élt a mezővárosban; a legnagyobb nemzetiségi csoportokat a németek (88,5%) mellett a törökök (1,8%), a szerbek (1,5%) és a bosnyákok (1,2%) alkották.
A népesség változása:

| 2016 | 1 741 |
| 2018 | 1 727 |

## Látnivalók
- a neuhausi vár és a vele egybeépült Nepomuki Szt. János-plébániatemplom
- a weissenbachi neogótikus Jézus szíve-plébániatemplom
- a schwarzenseei Szt. Egyed-templom
- a helytörténeti múzeum

## Fordítás
- Ez a szócikk részben vagy egészben  a   Weissenbach an der Triesting című német Wikipédia-szócikk ezen változatának fordításán alapul.  Az eredeti cikk szerkesztőit annak laptörténete sorolja fel. Ez a jelzés csupán a megfogalmazás eredetét és a szerzői jogokat jelzi, nem szolgál a cikkben szereplő információk forrásmegjelöléseként.